# Fuerza-Aérea-Gletscher
Der Fuerza-Aérea-Gletscher (spanisch Glaciar Fuerza Aérea) ist ein Gletscher auf Greenwich Island im Archipel der Südlichen Shetlandinseln. Er fließt in westlicher Richtung zur Discovery Bay.
Teilnehmer der Ersten Chilenischen Antarktisexpedition (1946–1947) benannten ihn nach der Fuerza Aérea de Chile, den chilenischen Luftstreitkräften.